# نقی (ترانه)
«نقی» ترانه‌ای به سبک رپ و با نقدی هجوآمیز از اوضاع اجتماعی و سیاسی ایران، به خوانندگی و ترانه‌سرایی شاهین نجفی که در سال ۱۳۹۱ منتشر شد.
نجفی در این ترانه، علی نقی، امام دهم شیعیان را مورد خطاب قرار می‌دهد و نگاه انتقادی خود از شرایط جاری اجتماعی و سیاسی ایران را بازگو می‌کند. همچنین نجفی در آهنگ «نقی»، علی نقی را به مسائل مختلفی از جمله مسائل جنسی قسم می‌دهد و از او می‌خواهد که «ظهور» کند.
این ترانه با واکنش‌های مختلفی مواجه شده و برخی آن را «توهین به مقدسات» می‌دانند و عده‌ای دیگر از آن به عنوان نمونه‌ای از «آزادی بیان و تابوشکنی» یاد می‌کنند. اما به عقیده خود نجفی، ترانه وی قصد توهین به امامان شیعه را نداشته و فقط اسم ائمه را دستمایهٔ کاری هنری-اجتماعی قرار داده است. واکنش‌ها به ترانه نقی زیاد بود به‌طوری‌که کار تا به آن جا پیش رفت که برخی از خبرگزاری‌های وابسته به حکومت جمهوری اسلامی خبر از صادر شدن «حکم ارتداد و قتل» شاهین نجفی دادند.
این ترانه تا ۱۲ مه ۲۰۱۲، در یک نوبت بیش از هزار و ۷۰۰ و در نوبتی دیگر بیش از چهار هزار و ۶۰۰ بار از سوی کاربران شبکه‌های اجتماعی پسندیده شده است («لایک» خورده) و صدها بار به اشتراک گذاشته شده است. ۱۲ روز بعد از انتشار در سایت یوتیوب تعداد نمایش‌ها به نیم میلیون بار رسید، و تاکنون بیش از ۲/۰۰۰/۰۰۰ بار در این سایت شنیده شده است.

## موضوع ترانه
در این ترانه شاهین نجفی با زبان طنز و مخاطب قرار دادن امام نقی، به مرور حوادث جاری ایران از جمله تحریم‌ها، اختلاس، وضعیت زنان و اپوزیسیون خارج از کشور پرداخته است.

نقی تو رو به طول و عرض تحریم، دلار رو به رشد و حس تحقیر (اشاره به تحریم‌ها علیه ایران)

نقی تو رو به امام مقوایی (اشاره به نمایش ماکت مقوایی روح‌الله خمینی در سالگرد انقلاب ۱۳۵۷)

به طفل علی گوی توی رحم گیر (اشاره به ادعای «یا علی» گفتن سید علی خامنه‌ای هنگام تولد)

نقی جون من تو رو به شوشول فرنود (اشاره به ماجرای طنزآمیز برنامه زنده رنگین‌کمان)

سه هزار میلیارد زیر گنبد کبود (اشاره به اختلاس ۳ هزار میلیارد تومانی)

در پایان هر بخش از ترانه، بعد از قسم دادن به عشق، چاکرا، بکارت، پلاک، نژاد آریایی، جانماز چینی، انگشت شیث رضایی، برهنگی گلشیفته فراهانی و موارد دیگر، درخواست بازگشت نقی در ترانه تکرار می‌شود.

آی نقی حالا که مهدی خوابه ما تو رو صدا می‌زنیم آی نقی

## واکنش‌ها
کمپین یادآوری امام نقی به شیعیان
در مه ۲۰۱۱، صفحه‌ای در فیس‌بوک به نام کمپین یادآوری امام نقی به شیعیان راه‌اندازی شد. محتوی این صفحه چنان بود که بنیان‌گذاران آن خود نوشته بودند: «اگر شما شیعهٔ متعصب هستید ممکن است مطالب این صفحه شما را آزار دهد.» و با کنایه دربارهٔ روش خود گفته‌اند: «ما فقط طنز می‌نویسیم و حضرتش یعنی امام نقی را به خاطر علاقه بیش از حدی که به ایشان داریم قهرمان تمام طنزهایمان محسوب می‌کنیم.» این صفحه مورد توجه کاربران فضای مجازی قرار گرفت.
صدور حکم ارتداد
مراجع تقلید تشیع از جمله لطف‌الله صافی گلپایگانی، ناصر مکارم شیرازی،مسلم ملکوتی،محمدعلی علوی گرگانی، حسین نوری همدانی،جعفر سبحانی این ترانه را موجب ارتداد و توهین به مقدسات دانستند.
خبرگزاری‌ها
خبرگزاری‌ها و رسانه‌های بسیاری به نقد و حاشیه‌های این ترانه پرداختند.
مخالفت با حکم ارتداد
رضا پهلوی، شورای مرکزی اکس مسلم، مینا احدی،حزب کمونیست کارگری ایران،نوشابه امیری و احمد باطبی با صدور حکم ارتداد مخالفت کردند.
رقص نقی
ویدئوهای متعددی با نام «ظهور نقی» در شبکه‌های اجتماعی منتشر شد که در آن، افراد با لباس مبدل عربی، گاهی گیتار به دست و در حال نوشیدن از بطری از راه می‌رسند و با آهنگ نقی به رقص می‌پردازند.
تدابیر امنیتی
شاهین نجفی در مصاحبه‌ای با دویچه وله فارسی و روزنامه راینیشه پست گفت که پلیس آلمان را «از تهدیدات نسبت به خودش» آگاه کرده و اکنون تحت حفاظت مأموران امنیتی قرار گرفته است. طی نشست چند مقام امنیتی و همچنین بخش حفاظت از قانون اساسی و پلیس جنایی فدرال، بخش امنیت ملی اداره پلیس کلن به موضوع تهدید به مرگ شاهین نجفی، ساکن این شهر رسیدگی کرد. در این جلسه تدابیر حفاظتی در مورد شاهین نجفی به تصویب رسید و پلیس آلمان اعلام کرد که از جان وی حفاظت می‌کند.

## نقدها
مهدی جامی روزنامه‌نگار و اولین مدیر و بنیان‌گذار رادیو زمانه نیز در تحلیلی نوشت:

سؤال اصلی به نظر من این نیست که این ترانه توهین‌آمیز است یا نیست. از نظر من قطعاً توهین‌آمیز است. اما مسئله این است که چه اتفاقی افتاده که گروه‌هایی در جامعه ایرانی به این نتیجه می‌رسند که این کار توهین‌آمیز نیست و حتی اگر هم هست، باشد هیچ عیبی ندارد. آزادی یعنی حق توهین!
من بعید می‌دانم که مثلاً شاهین نجفی جرئت کند وارد مباحثی بشود که جامعه میزبان او در آلمان مثلاً توهین می‌داند؛ فرضاً تولید ادبیات ضدزن یا ضدسیاهان یا ضدیهودی یا ضدهمجنسگرایان. شاهین نجفی به پشتوانه و دلگرمی گروه‌هایی که از روش توهین برای پیشبرد مقاصد سیاسی و اجتماعی خود در ایران بهره می‌برند است که می‌تواند ترانه «آی نقی» بنویسد و اجرا کند. اگر این دلگرمی نبود او هرگز تصورش را هم نمی‌کرد… به نظر من گذشته از آشفتگی در فکر آزادی، مسئله سیاسی ماجرا این است که جمهوری اسلامی دین و اعتقادات مردم را به گروگان گرفته است. در نتیجه، گویی برای مبارزه با جمهوری اسلامی حمله به عقاید مردم مباح شده است. اما جمهوری اسلامی عمرش سی و چند سال بیش نیست و این مردم دست کم در پانصد سال اخیر دارای عقاید شیعی بوده‌اند و در هزار و چند صدسال اخیر به پیامبر و قرآن مهر می‌ورزیده‌اند. کسی که برای حمله به باند تبهکاران حاکم، دین و عقاید مردم را هدف می‌گیرد دست کم می‌توان گفت هدف آسان‌تر و بی‌پناه را انتخاب کرده است و هدف اصلی را وانهاده… تحقیر روش تبهکاران است نه آزادگان.

سروش دباغ در این باره می‌نویسد:

### نقد عبدالکریم سروش
عبدالکریم سروش در این رابطه نوشت:
آرامش دوستدار در پاسخ عبدالکریم سروش نوشت:
 برای کشف و شکستن تابوها هیچ ساحتی جز رشد و پرورش فرد در جامعه در آزادی وجود ندارد؛ بنابراین اگر عبدالکریم سروش می‌خواهد از تاریخ غرب بیاموزد و نگران جامعه و مردم‌اش است نه نگران اسلام باید فریاد می‌زد: چرا ثروت مردم را تاراج می‌کنید؟ چرا آزادی را در انتخاب زیست و زندگی از مردم سلب می‌کنید؟ چرا پوشاک مردم را به‌رغم آنان بر آن‌ها تحمیل می‌کنید؟ چرا فقر و فحشا را رسمی و ترویج می‌کنید؟ چرا گشتی‌های امر به معروف و نهی از منکر را به جان مردم انداخته‌اید؟ چرا جوانان مردم را به مواد مخدر معتاد می‌کنید؟ اگر «امر دین عظیم» است، چرا دیگردینان را تحقیر و حقیر می‌کنید؟ چرا زردشتی‌ها، یهودی‌ها، مسیحی‌ها باید مردم درجه دوم باشند و بهایی‌ها حتی درجه سوم؟ اما به جای این فریادها عبدالکریم سروش سنگ بزرگ برمی‌دارد و اعلام می‌کند چون کلام الاهی توسط جبرئیل به پیغمبر اسلام رسیده، الوهیت آن زدوده شده است، و با یک تیر وتشر فقیهان از کارزار برمی‌گردد. یا داد سخن می‌دهد که: «آزادی جراحی پلاستیک نیست که زشتی‌ها را زیبا کند و …» و با این تعبیر خنک مؤکداً اثبات می‌نماید که آزادی را با چنین استعاره‌ای مسخ و مثله کرده است. اما محتملا برای او دیگر دیر شده است که بداند هر گونه استعاره و مجازی مخل به گوهر آزادی‌ست و اینکه استعاره و مجاز را نیز نخست در آزادی فکری و زبانی می‌توان پرورد، آموخت و به کار برد. هر تشبیهی آزادی را از درون می‌کاهاند و می‌چروکاند. آزادی را فقط در خصوصیات‌اش که برشمردیم می‌توان شناخت و از این طریق دانست که مرز آزادی آنجاست که آزادی دیگری آغاز می‌گردد.
مهدی خلجی در پاسخ عبدالکریم سروش نوشت:
مجید محمدی در پاسخ عبدالکریم سروش نوشت:
بنا به شواهد غیرقابل انکار، مسلمانان شیعه در ایران به کشتار مارکسیست‌ها، کشیشان مسیحی و غیر دینداران دست زده‌اند اما در ایران کدام مسلمانی به دست فردی بی‌دین کشته شده که از آن‌ها با عنوان «مسلمان خوار» یاد می‌شود؟... آیا تمسخر یک فرد با فرمان کشتن مساوی است که ایشان آن‌ها را در دو کفهٔ ترازو قرار می‌دهد؟ کدام کتاب اخلاق اصل عدم تناسب در مجازات را می‌آموزد؟ آیا شاهین نجفی و نوری همدانی در یک مقام و منزلت قابل سرزنش‌اند؟ فقهایی که کارشان آدم‌کشی و فساد و رانت خواری و دروغگویی است و در مقام قدرتند با یک جوان یک لاقبای تبعیدی در یک ترازو جای می‌گیرند؟ نویسنده برای آن که در میان ماجرا بایستد از حد انصاف خارج شده و دو طرف را که از هیچ جهتی قابل مقایسه نیستند در دو سر طیف قرار می‌دهد. خروج نویسنده از همان «وسط ایستادن» نیز در جا به جای مطلب بیرون زده است مثل آن که از مخالفان دین می‌خواهد که دل اهل ایمان را به دست آورند (چرا مؤمنان نباید دل بیدینان را که سه دهه است به آن‌ها ناسزا گفته و فرمان قتل و شکنجه و تازیانه‌شان را داده‌اند به دست آورند؟) یا با مؤمنان نازپروده از در دوستی درآیند (چرا مؤمنان نباید چنین کنند؟)
حسین باقرزاده -استاد پیشین دانشگاه تهران- در پاسخ عبدالکریم سروش نوشت:
آقای سروش از زبان و واژگانی که در ترانه «آی نقی» به کار گرفته شده برآشفته و آن را «دامن بزرگان دین را به لکه اهانت» آلودن و «رذیلت» نامیده است. او حتماً آگاه است که سراینده ترانه خود گفته است که ترانه‌اش را اهانت‌آمیز نمی‌داند و قصد این کار را نداشته است. در عین حال آقای سروش به خود حق می‌دهد که آن را رذیلت بنامد و خواننده ترانه را به عنوان یک «کافر مسلمان‌خوار» در ردیف «فقیهان کافرخوار» بنشاند. او ظاهراً این تعبیر قرآنی را فراموش کرده است که «خدا درشت‌گویی/زشت‌گویی را از کسی نمی‌پسندد مگر این که مورد ستم قرار گرفته باشد» (النساء، ۱۴۸) و گرنه باید بپذیرد که اگر نجفی و نجفی‌ها زبان تند و درشتی را در بیان دردهای اجتماعی خود به کار می‌گیرند دقیقاً به دلیل ستم دردناکی است که از ناحیه دین‌مداران حکومتی بیش از سه دهه بر آنان و هم‌نسلان آنان رفته و آنان را کشته و زجردیده یا بی‌خانمان و آواره کرده است؛ و وقتی خدا این افراد را قابل ملامت نمی‌داند، نواندیشان مذهبی چگونه به نام خدا و دین به خود اجازه می‌دهند که چنین کنند تا آنجا که حتی آنان را در ردیف آخوندهای جنایت‌پیشه و به قول آقای سروش «فقیهان کافرخوار» بنشانند؟

## حمایت‌ها
در کنار انتقادهای گسترده به این ترانه، برخی نهادها و افراد نیز از این ترانه حمایت کرده‌اند. برخی وبلاگ‌نویسان ایرانی در حمایت از این ترانه و علیه حکم ارتداد شاهین نجفی یک کمپین وبلاگ‌نویسی در فضای مجازی به راه انداختند. در کنار صفحات منتقدان شاهین نجفی، صفحاتی در حمایت از اقدام شاهین نجفی تشکیل شدند. این فعالان در یک فراخوان هماهنگ‌شده در اینترنت، در روز ۲۶ مه ۲۰۱۲ تظاهراتی در حمایت از شاهین نجفی در شهرهای مختلف جهان از جمله کپنهاگ، آمستردام، استکهلم، اسلو و کلن برگزار نمودند.
«برگ‌موزیک» وبگاه رسمی منتشرکنندهٔ موسیقی شاهین نجفی، طی اعلامیه‌ای از هواداران شاهین نجفی درخواست کرده بود تا از لب و دهان خود فیلم گرفته و عبارت «َشرریم» را در ویدئوهای ارسالی‌شان بگویند.
در تاریخ ۱۵ ژوئن ۲۰۱۲ میلادی، ۵۰ هنرمند آلمانی فراخوانی در همبستگی با شاهین نجفی را امضاء کرده و از سیاست‌مداران و اذهان عمومی آلمان خواسته‌اند تا این خواننده رپ ایرانی را حمایت کنند. این فراخوان در سایت «آکادمی برای هنر» منتشر شده است. در بخشی از فراخوان هنرمندان آلمانی آمده است:
آزادی هنری بخشی از موازین جهانی حقوق بشر است و تهدید به مرگ هنرمندان، به معنای مرگ این آزادی است.
چهره‌های هنری و ادبی آلمان از جمله کلاوس اشتک، گونترگراس، فولکر شلندورف و اودو لیندبرگ، این فراخوان را امضاء کرده‌اند.
در تاریخ ۱۵ ژوئن ۲۰۱۲ میلادی، کمیسیون حقوق بشر پارلمان آلمان در یک «پیام همبستگی»، حمایت خود را از شاهین نجفی، اعلام داشت. در بخشی از این پیام آمده است:
آزادی بیان معیاری اساسی برای هر نوع جامعهٔ چندصدایی و دموکراتیک است. نقض این آزادی همواره به نابودی سایر موازین حقوق بشر منجر می‌شود، به همین خاطر شهروندان باید هم‌واره نسبت به هرگونه تعرض به آزادی بیان هشیار و حساس باشند.
در تاریخ ۲۱ ژوئن ۲۰۱۲ میلادی، ۴۰ نویسنده اتریشی با امضای فراخوانی هم‌بستگی خود را با شاهین نجفی، اعلام کردند و خواستار لغو فراخوان به قتل او شدند. الفریده یلینک، رمان‌نویس و برنده جایزه نوبل ادبی از امضاکنندگان این فراخوان است. همچنین چهره‌های معتبر ادبی اتریش از جمله روبرت مناسه، مارلنه اشتروویتس، کاترین روگلا و آرنو گایگر نیز، این فراخوان را امضاء کرده‌اند.